# 山口県道208号四辻停車場線
山口県道208号四辻停車場線（やまぐちけんどう208ごう よつつじていしゃじょうせん）は、山口県山口市を通る一般県道である。

## 概要
JR西日本山陽本線 四辻駅から山口市鋳銭司（すぜんじ）に至る。

### 路線データ
- 起点：山口市鋳銭司（JR西日本山陽本線 四辻駅前、山口県道502号山口防府小郡自転車道線交点）
- 終点：山口市鋳銭司（山口県道194号山口秋穂線交点）

## 歴史
- 1958年（昭和33年）10月1日 - 山口県告示第644号の2により路線認定[1]。
- 1972年（昭和47年）頃 - 現行の県道番号に変更される。

## 地理

### 通過する自治体
- 山口市

### 交差する道路
| 交差する道路                        | 交差する場所       | 交差する場所 |
| ----------------------------------- | ------------------ | ------------ |
| 山口県道502号山口防府小郡自転車道線 | 鋳銭司（すぜんじ） | 起点         |
| 山口県道194号山口秋穂線             | 鋳銭司             | 終点         |

### 沿線
- JR西日本山陽本線 四辻駅